# Max Joseph Roemer
Ne doit pas être confondu avec Johann Jakob Römer.
Max Joseph Roemer ou Römer (Haidhausen 21 avril 1791- † 1849) est un juge et un botaniste allemand dont le nom abrégé est M.Roem. Il a publié des manuels de botanique, des articles, seul on en collaboration. 765 espèces et genres de plantes portent son nom.

## Biographie
Max Joseph Römer obtient le diplôme de l'actuel Wilhelmsgymnasium de Munich en 1809. Il poursuit ensuite ses études de droit à l'Université de Landshut en 1811. 
Il a été juge royal (Landrichter) à Aub où il commence à publier et puis vit à Würzbourg se consacrant à la taxonomie (genres Heteromeles, Pyracantha qu'il a introduit, Erythrocarpus, Merope, etc.).

## Anthologie
- Auguste Chevalier, Revue de botanique appliquée et d'agriculture coloniale : Les Toona's ou Cèdres bâtards. Paris, 1944[8].

« Le genre Toona a été séparé du g. Cedrela P. Brown (1756) par M. J. ROEMËR en 1846. Quelques années plus tôt ENDLICHER avait déjà créé dans le g. Cedrela une section Toona et G. DON distinguait ce groupe sous le nom de Cedrela spec. asiaticae. A la vérité les deux genres sont très voisins et s'ils n'étaient localisés l'un et l'autre dans des régions fort éloignées, il y aurait lieu de les réunir comme on le fait encore dans les publications botaniques anglaises BENTHAM, HOOKER et BAILLON n'admettent pas la séparation; par contre L. PIERRE dans la Flore de Cochinchine et HARMS dans le Piflanzenfamilien en sont partisans... »